# تراسي إدموندز
تراسي إدموندز (بالإنجليزية: Tracey Edmonds)‏ هي سيدة أعمال أمريكية، ولدت في 18 فبراير 1967 في لوس أنجلوس في الولايات المتحدة.

## وصلات خارجية
- تراسي إدموندز على موقع IMDb (الإنجليزية)
- تراسي إدموندز على موقع ميوزك برينز (الإنجليزية)
- تراسي إدموندز على موقع إن إن دي بي (الإنجليزية)
- تراسي إدموندز على موقع قاعدة بيانات الفيلم (الإنجليزية)